# McRae Williams
McRae Williams (Park City, 23 ottobre 1990) è un ex sciatore freestyle statunitense, specialista dello slopestyle.

## Biografia
In Coppa del Mondo ha esordito il 7 settembre 2012 a Ushuaia (8º) e ha ottenuto il primo podio il 27 febbraio 2015 a Park City (2º).
Ha vinto il titolo mondiale ai campionati di Sierra Nevada 2017 e ha partecipato alle Olimpiadi di Pyeongchang 2018 piazzandosi 15º nello slopestyle.

## Palmarès

### Mondiali
- 1 medaglia:
  - 1 oro (slopestyle a Sierra Nevada 2017)

### Coppa del Mondo
- Vincitore della Coppa del Mondo di slopestyle nel 2017
- Miglior piazzamento in classifica generale: 13º nel 2016
- 4 podi:
  - 1 vittoria
  - 3 secondi posti

#### Coppa del Mondo - vittorie
| Data            | Luogo      | Paese   | Disciplina |
| --------------- | ---------- | ------- | ---------- |
| 14 gennaio 2017 | Font Romeu | Francia | SS         |

Legenda:

SS = Slopestyle